# 集中式冷房装置
集中式冷房装置（しゅうちゅうしきれいぼうそうち）は、鉄道車両の冷房装置の設置方式の一つで、冷房装置本体を屋根上もしくは床下・室内に設置し、天井裏に設けられたダクトを介して冷風を噴出するタイプである。

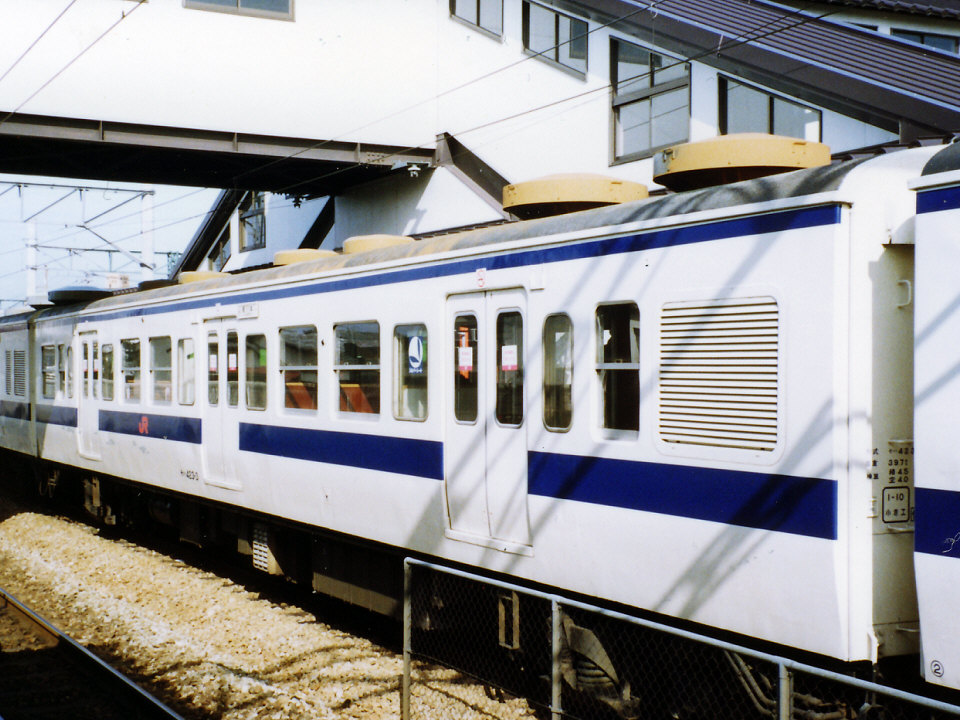
冷房装置を床置きした例（国鉄423系）。写真手前側の車端部の床上に機器が搭載される

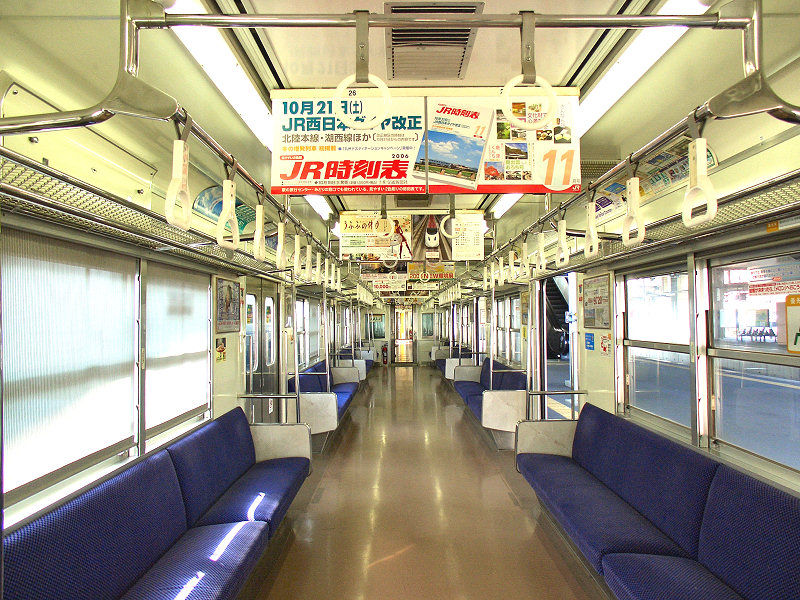
集中式を採用した冷房車の車内（国鉄103系電車1500番台）

## 特徴
冷房装置を屋根上に設置する方式、床下に設置する方式、床上（主に車端部）に設置する方式がある。車体中央部の屋根上に設置する方式が多い。冷風の吹出し方法はプレナムチャンバー方式（スリットディスチャージ）方式とスポット方式がある。電源は車両に設置された電動発電機や静止形インバータから給電される方式がほとんどである。
冷房装置を1箇所に集約できるため、分散式・集約分散式などの他方式と比較して機器の艤装がしやすく、部品点数も最小限となるため保守も容易となる。また、屋根上投影面積を小さく出来る。このため、分散式冷房装置を搭載する特急形車両・急行形車両でも（分散式ならばパンタグラフを屋根上投影面積の小さい下枠交差式パンタグラフなどとする必要のある）パンタグラフ搭載車両のみは集中式冷房装置を搭載した例が少なからず存在する。また、冷房装置本体に換気機能を備えることでベンチレーターを廃止する場合は、雨水などの浸入を引き起こしやすい屋根上の通風口がなくなるため車体腐蝕やこれによる保守費の増大を抑制でき、また屋根上の機器配置が整理できる。機器が集約されることにより保守点検が容易なことも特徴の一つである。床下に置いた場合は設置位置が低くなるので重心を下げることができるとともに、地上からの保守点検が可能である。床上に置いた場合は車内からの保守点検が可能である。
一方で、1箇所から車内全体に冷風を行き渡らせるため天井全体に（床下設置の場合は床下・側面にも）ダクトを設置する必要があり、ダクトの断面積が大きくなるほか、冷房機器が故障した場合はその車両で冷房が使えなくなるなどの短所がある。また非冷房車を屋根上設置の集中式で冷房改造する場合は、他の方式と比較して重い冷房機器が屋根上に搭載されるため、車体構造全般について大規模な補強を施すか、将来の設置を見越して車体を設計しておく必要がある。床上に置く場合は上記のほかに騒音源となる冷房装置が客室と近接する、冷房装置設置スペースが定員減につながるといった短所もある。

## 採用車種
屋根上設置方式は日本国有鉄道（→JRグループ）のAU71・AU72・AU75・AU78・AU79・AU720等が代表的で、屋根上中央に1基の大型ユニットが搭載され、冷凍能力は36000-42000kcal/hで、113系・103系で試行されたのを皮切りに国鉄の近郊形・通勤形電車や一部の気動車で採用された。国鉄分割民営化後は、特に東日本旅客鉄道（JR東日本）・九州旅客鉄道（JR九州）で新規に製造された通勤形電車および一般形電車では、一貫して採用する。
気動車でもキハ183系やキハ66・67形で採用されたが、その後は冷房装置を屋根上に載せるタイプの機関直結式冷房装置や床下に装備する独立機関式冷房装置が普及した。JR北海道キハ283系気動車などでは補機電源発電機に機関駆動定速回転油圧モーターを用い自車冷暖房を賄う方式が初めて実用化され、また発電機駆動用定速回転装置「CSU）を用いたサービス電源を冷房電源として用いる方法も普及しつつある。
床下設置方式は重心低下を目的として採用した国鉄381系電車や新幹線車両（営業用車両ではJR東海・西日本300系新幹線のみ）など、または車体断面一杯を寝台空間として利用するため床下設置とした国鉄20系客車などで例がある。
床上設置方式は、床下および屋根上のいずれも冷房装置を載せるスペースがない車両で採用され、実例として箱根登山鉄道2000形電車がある。
14系・24系寝台客車は車端屋上に2基搭載された装置（AU76・AU77）も集中式であるが、このような方式は電車では一般に集約分散式のうちのセミ集中式（準集中式）とみなす場合が多い。
JRグループ以外の鉄道事業者では西武鉄道・京王電鉄・京浜急行電鉄・相模鉄道・東京メトロ・東京都交通局など関東地区での採用例が多い。また、集約分散式冷房装置を主に採用していた小田急電鉄・東武鉄道・京成電鉄・東京急行電鉄・名古屋鉄道でも、2000年頃からの一般通勤用新規設計車両については、本方式を採用する。また西日本鉄道でも3000形ではそれまでの集約分散式に代わり採用された。ただし有料特急用車両についてはJR東日本なども含めて集約分散式（セミ集中式）や床下集中式を採用する場合が多い。特に曲線通過速度の向上を重視する観点で設計された低重心構造の車両では専ら床下集中式が採用されている。